# Бермант, Ефим Михайлович
Даты жизни 1914-1966
Ефим Михайлович Бе́рмант (1911 — ?) — конструктор авиационных двигателей.

## Биография[1]
Окончил МАИ имени С. Орджоникидзе и был оставлен на кафедре в качестве ассистента.
В 1939 году вместе с группой преподавателей, аспирантов и студентов старших курсов зачислен в состав КБ-2 МАИ по проектированию двигателя М-250.
Затем это КБ называлось ОКБ-250, с 1943 года в Рыбинске, с 25 июня 1946 года ОКБ-36-1 при заводе № 36, с 1947 года Щербаковское предприятие п/я 106 — ОКБ-36 МАП, с 1957 года — Рыбинское предприятие п/я 106 — ОКБ-36 МАП, с 1 октября 1966 года — Рыбинское КБМ.
Начальник отдела прочности и расчетно-исследовательского отдела, в 1950-е годы — заместитель главного конструктора.

## Награды и премии
- Сталинская премия первой степени (1951) — за работу в области создания двигателя ВД-4К.